# Чжан Цзиян
Чжан Цзиян (1 січня 2001) — китайський плавець.
Учасник Олімпійських Ігор 2020 року, де в естафеті 4x200 метрів вільним стилем його збірна посіла 9-те місце і не потрапила до фіналу.